# Сражение на Белашицком перевале
Сражение на Белашицком перевале (болг. Битката при Белашицкия проход) — сражение Второй Балканской войны между болгарской и греческой армиями за Белашицкий перевал, состоявшееся 23 июня (6 июля) 1913 года. Закончилось поражением и отступлением болгарских войск с перевала.

## Ход сражения
В начале июля греческие и сербские войска начали вытеснять болгарскую армию из Македонии. 2 июля возобновились бои между греками и болгарами. Первой начала наступление на левом фланге 10-я греческая дивизия. Она пересекла реку Вардар, некоторые её части атаковали Гавгели, а также вступили в незапланированный бой с болгарскими войсками. На правом фланге тоже началось наступление 1-й и 6-й дивизиями. Бой продолжался всю ночь, а 3 июля греки подошли к Килкису вплотную и попытались овладеть городом. Вечером болгарские войска центра и правого фланга отступили к границе. Левый фланг болгарских войск продолжал оборону до следующего дня. 4 июля греки вынудили отступить остатки войск противника. В качестве трофеев были взяты 12 артиллерийских орудий и 3 пулемёта. После боя 10-я и 5-я греческие дивизии объединились в левофланговую группу и вместе начали преследование болгар.
6 июля болгарские войска попытались перейти в контратаку у Дойрана, но были отбиты и отступление возобновилось. Болгары попытались закрепиться на Белашицком перевале. Местность была гористая, а день очень жарким, грекам трудно было развернуть артиллерию. Между тем болгары, установив свои пушки, наносили большие потери наступавшим, задерживая их упорными арьергардными боями на каждом шагу.
Громадное превосходство в силах со стороны наступающих греческих войск сделало, однако, свое дело.
Бой продолжался всю ночь, и на рассвете болгарские позиции перешли в руки греков. Несмотря на это они сумели сбить болгар с позиции за счёт численного преимущества, перевал был взят, хоть и с большими потерями.7 июля греки заняли Струмицу.